# Physcia alba
Physcia alba är en lavart som först beskrevs av Fée, och fick sitt nu gällande namn av Johannes Müller Argoviensis. Physcia alba ingår i släktet Physcia och familjen Physciaceae.   Inga underarter finns listade i Catalogue of Life.